# Família Massalia
A família Massalia é um agrupamento de asteroides tipo S localizados no interior do cinturão principal com uma inclinação muito baixa. Cerca de 0,8% dos asteroides conhecidos pertencem a esta família.

## Características
Esta é uma família criada por impactos consistindo de 20 Massalia e outros pequenos objetos originado de fragmentos arrancados da superfície de Massalia por um impacto. Massalia é de longe o maior membro com um diâmetro de cerca de 150 km, enquanto que o segundo maior corpo, (7760) 1990 RW3 é de apenas cerca de 7 km de diâmetro. A massa de todos os membros pequenos é insignificante, menos de cerca de 1%, em comparação com Massalia.
A família é bastante jovem, que se estima ter sido criada por um impacto entre 150 e 200 anos atrás. Esta família de asteroides é formada por dois grupos principais, com um grupo centrado em semieixos maiores de 2,38 UA, o outro em cerca de 2,43 UA, com o corpo-mãe em si Massalia localizado no meio. Os corpos dos grupos tendem a ser menores, em média, do que aqueles na região central. Demonstrou-se que esta estrutura provavelmente é causada por deslocamento lento do semieixo maior causado pelos efeitos Yarkovsky e YORP. Detalhes desses grupos foram usados para calcular a idade da família.
Uma forte ressonância orbital de 1:2 com Marte cruza a família em 2,42 UA, e parece responsável por alguns "vazamentos" de membros da família de distância da área em órbitas de inclinação superior.

## Intrusos
Um número de intrusos foram identificados, que compartilham os mesmos elementos orbitais como os membros da família de verdade, mas não pode ter vindo do mesmo evento de impacto por causa das diferenças espectrais (como, composicional). 2946 Muchachos e alguns outros corpos foram considerados como intrusos durante um estudo detalhado da família,enquanto 2316 Jo-Ann é visto como tendo o espectro diferente pela inspeção do PDS asteroid taxonomy data set. Muchachos é maior do que qualquer um dos verdadeiros membros da família para além do própria Massalia.